# William Bowman (réalisateur)
Pour les articles homonymes, voir William Bowman et Bowman.
William Bowman est un réalisateur et acteur américain né le 27 février 1884 à Bakersville, Caroline du Nord (États-Unis), décédé le 1er janvier 1960 dans le comté de San Diego (États-Unis).

## Filmographie

### comme Réalisateur
- 1915 : The Second in Command
- 1915 : The Silent Voice
- 1915 : Pennington's Choice
- 1915 : Rosemary
- 1916 : The Bait
- 1916 : The Heart of Tara
- 1916 : The Golden Boots
- 1916 : From Broadway to a Throne
- 1920 : The Veiled Mystery
- 1920 : The Invisible Hand
- 1921 : Walter's Winning Ways
- 1921 : Walter Finds a Father
- 1921 : The Avenging Arrow (en)

### comme acteur
- 1911 : The Old Curiosity Shop (en) de Barry O'Neil
- 1911 : Silas Marner de Theodore Marston
- 1912 : Under Two Flags de Tod Browning : Bertie's Younger Brother
- 1912 : The Merchant of Venice   de   Lucius Henderson et Barry O'Neil : Shylock
- 1912 : Now Watch the Professor : Slippery Jack, the Crook
- 1912 : The Birth of the Lotus Blossom d'Albert W. Hale : Kan
- 1912 : Two Souls
- 1912 : For the Mikado d'Albert W. Hale : The Mikado
- 1915 : The Clubman's Wager
- 1919 : Périlleuse Mission (The False Faces) d'Irvin Willat : Capitaine Osborne